# 75-я авеню (линия Куинс-бульвара, Ай-эн-ди)
|   |     |     |     |     |   |
| · | · л | · э | · э | · л | · |

|   |     |     |     |     |   |
| · | · л | · э | · э | · л | · |

«75-я авеню» (англ. 75th Avenue) — станция Нью-Йоркского метрополитена, расположенная на линии Куинс-бульвара, Ай-эн-ди. Станция находится в Куинсе, в округе Форест-Хилс, на пересечении 75-й авеню с Куинс-бульваром. На станции останавливаются маршруты: E (вечером, ночью и в выходные), F (круглосуточно) и <F> (в часы пик в пиковом направлении). Станцию проходит без остановки маршрут E (в будни днём).
Станция открыта 31 декабря 1936 года. Она представлена двумя боковыми платформами, расположенными на четырёхпутном участке линии. Колонны на станции окрашены в зелёный цвет. Стены отделаны плиткой. Название станции изображено на стенах в виде мозаики и на колоннах в виде чёрных табличек.
Станция имеет два выхода — с концов каждой из платформ. Имеются мезонины над платформами во всю их длину. Там расположены турникеты, в т. ч. полноростовые. Тем не менее возможности бесплатного перехода между платформами нет — так устроены мезонины. Западный выход приводит к 75-й авеню, восточный — к 75-й роуд.
Под станцией имеются четыре пути (платформ там нет, доступа пассажиров к путям — тоже). Два внешних пути ведут в депо «Джамейка». Центральные пути заканчиваются тупиками и используются для оборота поездов, у которых конечная станция соседняя — Форест-Хилс — 71-я авеню (маршруты M и R). К западу от станции эти пути подсоединяются к верхнему уровню.